# Portret Juliusza Kossaka
Portret Juliusza Kossaka – obraz autorstwa Leona Wyczółkowskiego, namalowany w roku 1900. Obecnie dzieło znajduje się w zbiorach Muzeum Narodowego w Krakowie.